# رهاب الماء
رهاب الماء أو الخوف من الماء هو الخوف المستمر والغير طبيعي من المياه، وهو رهاب محدد يتضمن مستوى معين من الخوف الذي يتعدى قدرة المريض للتحكم به أو من الممكن أن يؤثر على حياته اليومية. يعأنون الناس من هذا الرهاب بطرق عديدة ومن الممكن أنهم قد شعروا به عند مياه البحر أو النهر، أو حتى عند الإستحمام، ولكن هذا لا يشكل تهديداً ومن الممكن أن يؤدي لتجنب نشاطات مثل ركوب الزوارق والسباحة أو تجنب الغوص في أعماق المحيطات حتى وإن كأن الشخص يتمتع بمهارات السباحة الأساسية. ومن الممكن أن يصل مستوى الرهاب إلى حد الخوف من التبلل بالماء أو الرش بالماء عندما يكون بشكل مفاجئ أو غير متوقع مثل الدفع في المياه.

## معدل الإنتشار
من أنواع الرهاب البسيطة، هو رهاب الماء وهو أكثر نوع شيوعاً وهو فرعي من أنواع كثيرة. وفي مقال عن اضطرابات القلق لندال وستيفأنسون أشاروا إلى أن رهاب الماء قد يؤثر بشكل عام على 1.8% من سكان آيسلندا أو ما يقارب إلى واحد من كل خمسين شخص.

## مظاهر
يشير علماء النفس أن رهاب الماء تظهر أعراضه في الناس من خلال مجموعة من العوامل التجريبية والوراثية. كما أشار الدكتور الإعلامي الذي يبلغ من العمر 37 سنة، أن خوفه بدأ لأول مرة بألم شديد يرافقه ضيق في الجبين، بالإضافة إلى ذلك، أنه كأن يشعر بالإحساس بالاختناق ونوبات ذعر وهلع متقطعة وأنخفاض في كمية السوائل ويمكن أن تأثر هذه المظاهر تأثيرأ عميقاً على صحة الشخص وعمله وثقته والرفاه العام.

## التسمية
هو مصطلح مستمد من اليونانية، «خوف-ماء» هو الهيدروفوبيا، وباليونأنية «ماء»: (ὕδωρ (hudōr و «خوف»: (φόβος (phobos
و مع ذلك، فقد استخدمت هذه الكلمة في اللغة الأنجليزية منذ فتره طويلة لتشير بالتحديد إلى أعراض داء الكلب في مرحلة لاحقة، والتي تظهر للأشخاص على شكل أعراض كالصعوبة في البلع والخوف عند شرب السوائل وعدم القدرة على ارواء العطش.